# Далагер, Стиг
Стиг Далагер (дат. Stig Dalager, род. 19 октября 1952, Копенгаген) — датский писатель и драматург.

## Биография
Стиг Далагер родился в послевоенный период 50-х годов — во время болезненных воспоминаний о Второй мировой войне, продолжающихся ограничений экономического характера и растущего оптимизма относительно будущего. Его родители были бакалейными лавочниками на протяжении 1950-60-х годов, пока его отец не был поражен болезнью Паркинсона. Вместе с родителями и двумя младшими братьями он переехал в провинциальный город Хернинг в Ютландии, где его отцу стало легче. Там Стиг окончил среднюю школу, после чего учился в Университете Орхуса, получив в его стенах степень доктора наук по сравнительному литературоведению.

## Литературное творчество
В 1982 году окончил Копенгагенский университет, чтобы впоследствии стать писателем. К настоящему времени им написано более 40 книг самых разных жанров, среди которых поэзия, фантастика, драма и эссе, что сделало его одним из самых творчески активных и уважаемых писателей Дании. Его работы переведены на множество языков, в том числе и русский, а его пьесы ставились в театрах Москвы, Берлина, Рима, Нью-Йорка и других.
В своих произведениях Далагер сосредоточен на экзистенциальных аспектах существования обычного человека, опыта переоценки ценностей в различных жизненных ситуациях. Галерея его литературных героев чрезвычайна обширна: еврейский мальчик в пучине Холокоста; Гитлер и граф Штауффенберг во время знаменитого «Заговора генералов»; датский сказочник Ханс Кристиан Андерсен и другие.